# Laives (Saona y Loira)
 Laives  es una población y comuna francesa, en la región de Borgoña, departamento de Saona y Loira, en el distrito de Chalon-sur-Saône y cantón de Sennecey-le-Grand.

## Demografía
| 645 | 697 | 644 | 684 | 771 | 901 |
| Para los censos de 1962 a 1999 la población legal corresponde a la población sin duplicidades (Fuente: INSEE [Consultar]) |     |     |     |     |     |